# Gustav Meyer
Gustav Meyer (Gross Strehlitz, Province de Silésie, 25 novembre 1850 – Feldhof, Autriche,28 août 1900) est un linguiste, balkanologue et indo-européaniste prussien.

## Biographie
Gustav Mayer étudie la philologie classique, la théorie indo-européenne, le grec moderne et le sanskrit à l'université de Breslau. Il est diplômé en 1871. Entre 1871 et 1874 il enseigne à l'Ernestinum-Gymnasium de Gotha. À partir de 1874, il enseigne au lycée allemand de Prague et deux ans plus tard la grammaire comparée du grec et du latin en tant que Privatdozent à l'université Charles-Ferdinand de Prague. En 1875, il devient professeur extraordinaire de sanskrit et de grammaire comparée à l'université de Graz. Sa nomination en tant que professeur ordinaire survient en 1881. En 1897, il doit quitter l'université, parce qu'il a attrapé une grave maladie, dont il mourra finalement trois ans plus tard.
Gustav Meyer se consacra principalement à l'étude du grec moderne et de l'albanais, qu'il reconnut le premier comme une langue indo-européenne indépendante.